# Crocidura lea
Crocidura lea (Miller & Hollister, 1921) è un toporagno della famiglia dei Soricidi endemico di Sulawesi.

## Descrizione

### Dimensioni
Toporagno di piccole dimensioni, con la lunghezza della testa e del corpo tra 60 e 62,7 mm, la lunghezza della coda tra 51 e 55 mm, la lunghezza del piede tra 12,5 e 14 mm e un peso fino a 5,5 g.

### Aspetto
Le parti superiori sono nerastre, mentre le parti inferiori sono più chiare. I piedi sono finemente ricoperti di peli, le dita sono rosate. La coda è poco più corta della testa e del corpo, è ricoperta di peli bruno-nerastre e con alcuni peli più chiari e più lunghi alla base. 

## Biologia

### Comportamento
È una specie notturna.

### Alimentazione
Si nutre di piccoli invertebrati.

## Distribuzione e habitat
Questa specie è diffusa nella parte settentrionale e centrale dell'isola indonesiana di Sulawesi.
Vive nelle foreste pluviali tropicali fino a 1.000 metri di altitudine. 

## Conservazione
La IUCN Red List, considerato il vasto areale e la popolazione presumibilmente numerosa, classifica C.lea come specie a rischio minimo (Least Concern).